# Джерело «Драгана»
Джерело «Драгана» — гідрологічна пам'ятка природи місцевого значення. Розташована на території Кукавської сільської ради Могилів-Подільського району Вінницької області. Оголошена відповідно до рішення Вінницького облвиконкому від 29.08.1984 р. № 371. Охороняється цінне джерело ґрунтової води добрих смакових якостей має водорегулююче значення.